# Marcellus von Paris

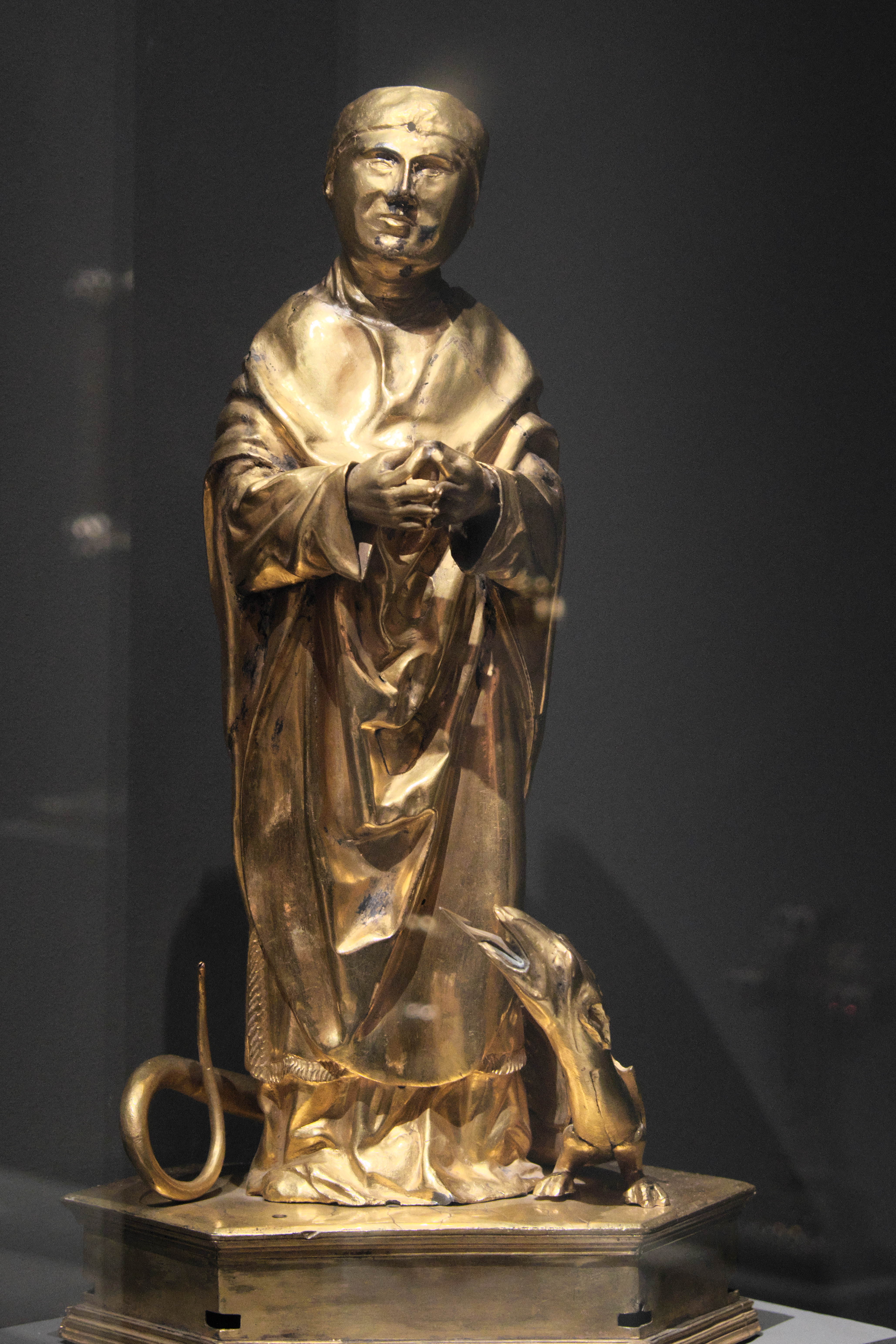
Marcellus mit dem Drachen, Statuette in der Schatzkammer der Kathedrale Notre-Dame in Paris

Marcellus von Paris (franz. Marcel de Paris oder auch Saint Marcel; * in Paris; † 1. November 436 (?) in Paris) wird als neunter Bischof von Paris angesehen und ist neben Dionysius († um 250), Genoveva († 502) und Aurea († 666) einer der vier Schutzheiligen der Stadt.
Sein offizieller Gedenktag ist der 1. November. Da dieser mit Allerheiligen zusammenfällt, wird Marcellus in Frankreich am 3. November geehrt.
Er lebte und wirkte in der Zeit, als die Verwaltung des seit 52 v. Chr. unter römischer Vorherrschaft stehenden Galliens durch den Einfall germanischer Stämme geschwächt war, die römisch-gallischen Truppen gegen kaiserliche Befehle meuterten und den Caesar Julian durch eine Schilderhebung nach keltischer Tradition zum Kaiser ausriefen (360). Diese Ereignisse waren unter anderen die Vorzeichen für die Eroberung Roms durch die Westgoten (410) und den bevorstehenden Untergang des weströmischen Reiches (476). Es waren die Jahre, in denen sich das Christentum im gallo-römischen Lutetia durchsetzte und die Stadt nach ihren Ureinwohnern, dem keltischen Stamm der Parisii, den Namen Paris annahm.

## Vita und Legende
Das Geburtsjahr des Marcellus ist nicht bekannt. Dem Volksglauben zufolge stand sein bescheidenes Vaterhaus bei der Petit Pont unweit des späteren Standortes der Kathedrale St. Etienne (siehe Notre-Dame de Paris).
Vermutlich erhielt er die Priesterweihe durch Bischof Prudentius von Paris, dem er im Jahr 417 im Amt folgte. Die im 6. Jahrhundert auf die Bitte des Germanus von Paris (496–576) von Venantius Fortunatus (530–609) niedergeschriebene Vita unterstreicht die Mildtätigkeit und Barmherzigkeit des Heiligen und berichtet, er habe mit bewundernswürdiger Inbrunst seines Amtes gewaltet, sich der Bekehrung der Sünder, der Belehrung der Unwissenden und der Krankenpflege gewidmet. Er soll Gefangenen Beistand geleistet und die Freundschaft zwischen allen Gläubigen gefördert haben.
Marcellus von Paris starb zu einem nicht eindeutig belegten Zeitpunkt in Paris. Die verschiedenen Quellen geben sein Sterbedatum mit Anfang des 5. Jahrhunderts an, mit dem 1. November 436. und mit dem Zeitraum um 430. Er wurde auf dem (wie damals üblich außerhalb des besiedelten Stadtgebietes angelegten) Gräberfeld an der südlichen Ausfallstraße bestattet.
Über seinem Grab entstand im 5. Jahrhundert oder Anfang des 6. Jahrhunderts die Gebetskapelle St-Marcel, die älteste urkundlich erwähnte christliche Kultstätte in Paris („senior ecclesia in vico Parisiorum“). Diese gab der Faubourg Saint-Marcel genannten Pariser Vorstadt ihren Namen. Die Bezeichnung ist auf das heutige Stadtviertel übergegangen.

## Wunder
Die Heiligenlegende überliefert zahlreiche Wunder. Marcellus soll glühendes Eisen mit unversehrter Hand abgewogen und das Wasser der Seine in Wein verwandelt haben. Die bekannteste seiner wundersamen Taten ist die Drachenzähmung.
Ein furchtbarer Drache, der in dem Grab einer Ehebrecherin in der Nekropole der südlichen Vorstadt hauste, setzte die Bevölkerung in Angst und Schrecken. Marcellus versammelte das Volk und begab sich an seiner Spitze auf das Gräberfeld. Furchtlos näherte er sich der Bestie und schlug ihr dreimal mit seinem Krummstab auf den Kopf. Das Ungetier neigte ehrfurchtsvoll sein Haupt, so dass Marcellus ihm seine Stola um den Hals schlingen konnte. Er führte es fort und befahl ihm, sich in die Wüste oder in das Meer zu begeben, worauf es nie mehr gesehen wurde. Noch sehr viel später gedachte man diesem Ereignis durch eine Prozession, während der ein geflochtener Korb in Form eines Drachen durch Paris getragen wurde, in den die Kinder Leckereien für die Kleriker und die Kranken des Hôtel Dieu warfen.
Berichtet wird auch von Wundern über seinem Grab, das bald Ziel von Pilgern und zahlreichen hilfesuchenden Kranken aus Paris und seiner Umgebung wurde. Laut Gregor von Tours soll beispielsweise Ragnemode, Bischof von Paris von 576 bis 591, nachdem er einen Tag lang bei dem Grab gefastet und gebetet hatte und am Abend von der Müdigkeit überwältigt worden war, am nächsten Morgen vollkommen von einem viertägigen Wechselfieber (fièvre quarte) geheilt aufgewacht sein.

## Ikonographie
Marcellus wird mit dem Krummstab und einem Drachen dargestellt. In Paris ist seine Statue am Mittelpfeiler des Südportals der Hauptfassade der Notre-Dame zu sehen. Die Darstellung greift den Moment auf, in dem Marcellus seinen Stab in den Rachen des Drachen stößt, der aus dem Grab der Ehebrecherin kriecht. Die darüber befindlichen Skulpturen schildern weitere Szenen aus seinem Leben.